# Bartolomeo Bellano

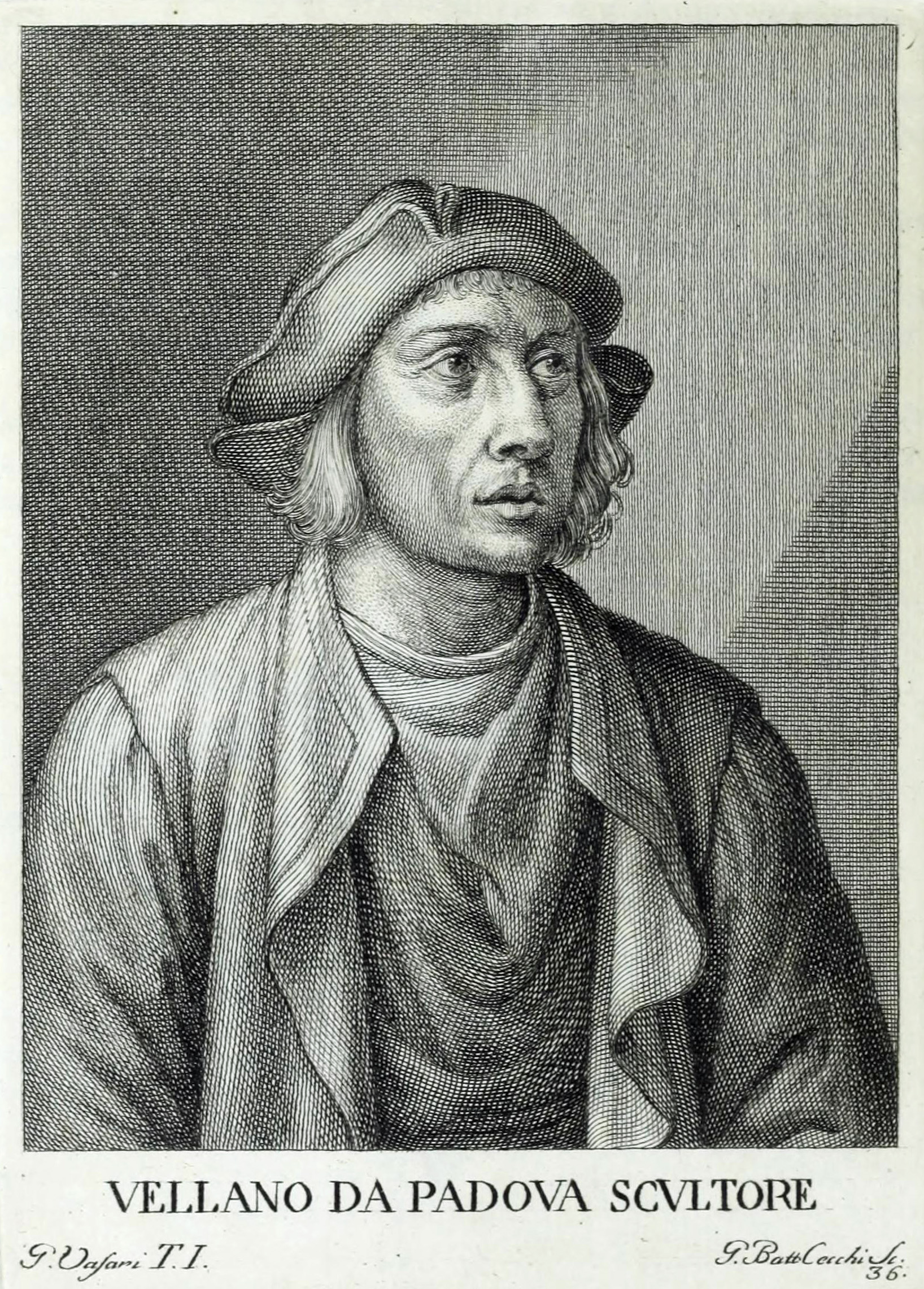
Bartolomeo Bellano

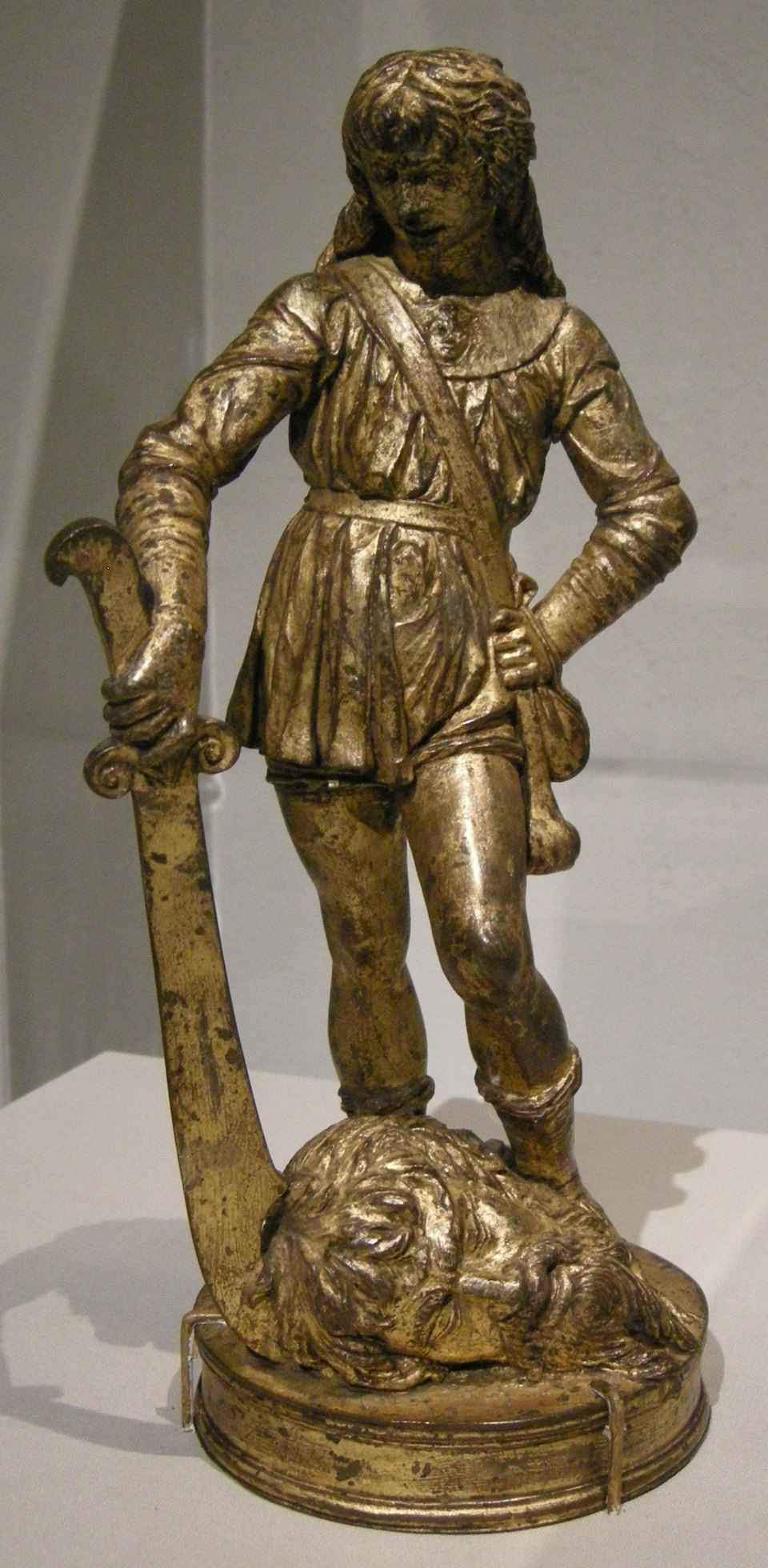
David mit dem Haupt des Goliath (ca. 1470–1480)

Bartolomeo Bellano (* um 1435 in Padua; † um 1497 ebenda) war ein italienischer Bildhauer, Medailleur und Architekt in der Renaissance.

## Leben
Bellano studierte bei Donatello, dem er nach Florenz folgte. 1464 ging Bellano auf Einladung Papst Paul II. nach Rom, kehrte jedoch 1469 nach Padua zurück, wo er sein bedeutendstes Werk, einen Reliquienschrein aus Marmor für die Basilika des Heiligen Antonius schuf. 1479 wurden er und der Maler Gentile Bellini von der Republik Venedig nach Konstantinopel entsandt. Bellanos letztes vollendetes Werk war ein Bronzerelief für die Basilika des Heiligen Antonius mit biblischen Szenen. Er war bei all seinem eigenen künstlerischen Geschick stets dem Still Donatellos treu.